# Nete Schreiner
Nete Schreiner (egtl. Agnete Schreiner) (født 18. juni 1923 på Frederiksberg - død i 2005[kilde mangler]) var en dansk sangerinde og radiomedarbejder, som er mest kendt for at være medlem af den danske trio, Lørdagspigerne, der havde stor succes med radiooptrædener og pladeudgivelser i 1950'erne.
Derudover havde hun også nogle få solohits så som "Lille mor" (1954), "Små ting betyder alt" (1954) og "Vejen hjem" (1956). I 1940'erne var hun medlem af trioen Okey Dokies, der gjorde sig bemærket med en række pladeudgivelser og optrædener for amerikanske soldater på Hotel Adlon i efterkrigstiden.
Hun optrådte tillige sammen med Frederik's Kvintet og blev siden ansat hos Radio Mercur og Danmarks Radio som programsekretær og studievært på bl.a. programmet "Giro 413" (hvor Lørdagspigernes indspilninger ofte blev ønsket).
I 1994 forlod hun radioen. Herefter bosatte hun sig i 1997 i Flekkefjord i Norge.
Hun optrådte midt i 1950erne sammen med showmanden Frederiks kvintet. Hun blev siden medarbejder på Radio Mercur og derefter programsekretær i Danmarks Radio, hvor hun blev en populær studieværtinde i Giro 413 og var en afholdt radiospeaker indtil hun forlod radioen i 1993 og i 1997 bosatte sig i Flekkefjord i Norge.